# John James (ator)
John James Anderson (Minneapolis, 18 de abril de 1956) é um ator norte-americano, mais conhecido por interpretar o personagem Jeff Colby na série de TV Dinastia.